# 邱慧雯
邱慧雯 （1988年2月20日—）是一名台灣模特兒，苗栗縣客家人。曾經在微風廣場銷售乾麵，因為長相清秀甜美而被網友發掘，因此也有“阿舍乾妹”的外號，之後也被微風廣場簽下成為代言人。除了模特兒以外，邱慧雯也在各綜藝節目擔任助理主持，以及在電視劇飾演配角。
邱慧雯在三立都會台《國光幫幫忙》擔任助理期間，因為節目開場時表演的簡短魔術而獲得“邱謙”的綽號。

## 作品

### 節目主持
- 三立都會台
  - 《國光幫幫忙》助理主持
  - 《綜藝大熱門》助理

- 中天娛樂台
  - 《全民最大黨》助理
  - 《財神大地主》助理

- MTV
  - 《校園大人物》主持

- TVB Plus
  - 《台灣萌萌的》主持

## 電視劇
| 首播   | 電視台     | 劇名       | 角色   |
| 2013年 | 民視       | 原來是美男 | 邱慧雯 |
| 2013年 | 三立都會台 | 真愛黑白配 | 玉米   |

## MV
- 2012年：梁文音《心裡的孩子》
- 2012年：張信哲、蕭煌奇《換房間》
- 2013年：杜德偉《妳值得》

## 外部連結
- 邱慧雯的Facebook專頁
- 邱慧雯的Instagram帳戶
- 邱慧雯的新浪微博